# Oligodon pseudotaeniatus
Espèce
Statut de conservation UICN

 LC  : Préoccupation mineure
Oligodon pseudotaeniatus est une espèce de serpent de la famille des Colubridae.

## Répartition
Cette espèce est endémique de Thaïlande. Les spécimens décrits ont été notamment trouvés, en 1938, dans les environs de Nakhon Ratchasima.

## Étymologie
Son nom d'espèce, du grec ψευδής, pseudês, « faux, erroné », et taeniatus lui a été donné en référence à sa grande ressemblance avec l'espèce Oligodon taeniatus.

## Publication originale
- David, Vogel & van Rooijen, 2008 : A revision of the Oligodon taeniatus (Günther, 1861) group (Squamata: Colubridae), with the description of three new species from the Indochinese Region. Zootaxa, n. 1965, p. 1–49 (introduction).